# 23801 Erikgustafson
23801 Erikgustafson è un asteroide della fascia principale. Scoperto nel 1998, presenta un'orbita caratterizzata da un semiasse maggiore pari a 2,4337548 UA e da un'eccentricità di 0,1737377, inclinata di 2,73869° rispetto all'eclittica.